# Ancistrocerus punjabensis
Ancistrocerus punjabensis är en stekelart som först beskrevs av Nurse.  Ancistrocerus punjabensis ingår i släktet murargetingar, och familjen Eumenidae. Inga underarter finns listade i Catalogue of Life.